# 粟崎遊園

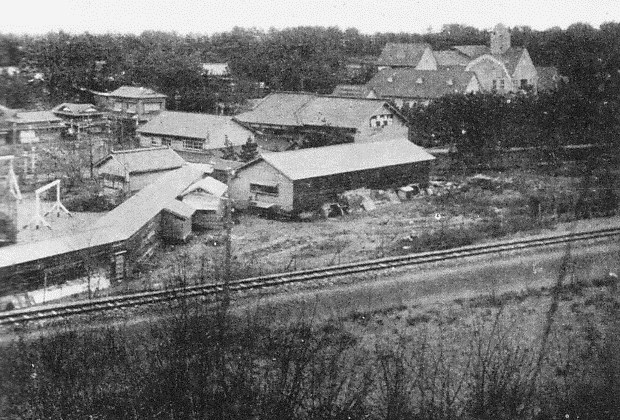
当時の粟崎遊園

粟崎遊園（あわがさきゆうえん、粟ヶ崎遊園とも表記）は、石川県河北郡内灘村（現・内灘町）にかつて存在した総合レジャー施設である。
総工費は35万円（現在の価値で約40億円）。
1925年（大正14年）、浅野川電気鉄道社長で、材木商だった平澤嘉太郎によって宝塚と同様の複合エンターテインメント施設を目指して、粟崎海水浴場の隣に開設された。その背景には乗客誘致目的もあり、現在の阪急電鉄の施策を参考としていた。約6万坪の広い園内には遊園地や大劇場（1,000人収容）、大浴場、動物園、旅館、食堂、野球場、スキー場まであった。同時期、金石電気鉄道が経営する濤々園が近くにあり、互いに競い合うように拡張を行っていた。
1941年（昭和16年）に軍に接収され閉園。戦後の1951年（昭和26）年に園跡地でオリンピック観光博覧会が開催されたものの、ほとんどの建物が解体されたため再開されることなく歴史を閉じた。
本館正面にあったアーチ型のゲートは、『歴史民俗資料館 風と砂の館』の横に移築され、現存している。

## 主な施設
- 大劇場
- 大広間
- 大浴場
- 洋食堂
- 旅館
- 動物園
- 野球場
- スキー場
- こどもの国

「大山すべり」と呼ばれるすべり台は全長が70mを超え、大人にも好評であった。

## 年譜
- 1925年7月19日 開園
- 1928年 新国劇の俳優 川上一郎を座長に「粟ヶ崎大衆座」が開演
- 1928年 宝塚少女歌劇団を倣って少女歌劇団を編成
- 1929年1月7日 余興場で放火による火の手が上がり[2]、本館を残して全焼
- 1929年4月 火災から復興
- 1932年5月30日 大衆座座長、演芸部長の川上一郎が急逝。訃報を聞いた平澤も倒れる
- 1932年6月1日 平澤嘉太郎死去。浅野川電気鉄道専務の東耕三が代わって運営
- 1933年頃 川上の穴埋めに「藤井とほる一座」が出演。一座の枡田洋が益田喜頓に改名
- 1933年10月4日 競売に掛けられる[3]
- 1933年12月8日 競売の結果、浅野川電気鉄道直営となる[3]
- 1934年 村井武生が粟崎遊園に招かれ、少女歌劇の舞台監督、脚本などに関わる
- 1937年 粟崎遊園歌劇学校が発足
- 1941年8月31日 休園
- 1944年3月29日 正式に閉鎖となる[4]。跡地は軍の仮兵舎および日本タイプライター系列の軍需工場に転換された。